# مقاطعة سان بينيتو (كاليفورنيا)
مقاطعة سان بينيتو (بالإنجليزية: San Benito County)‏ هي إحدى مقاطعات ولاية كاليفورنيا في الولايات المتحدة الأمريكية.

## أعلام
- خواكين موريتا كاريو